# Reino de Cártlia-Caquécia
Cártlia-Caquécia (em georgiano: ქართლ-კახეთის სამეფო) foi um reino criado em 1762 com a unificação de dois reinos da Geórgia oriental, o Cártlia e Caquécia, que tinham existido independentemente desde a desintegração do Reino da Geórgia no século XV. Os dois reinos foram comandados pelo Irão desde a assinatura do Acordo de Amásia até 1747 quando aconteceu a morte de Nader Xá ambos os reinos sobre a tutela do rei Heráclio II, declararam independência de facto e se unificaram em 1762.
Heráclio foi capaz, depois de séculos de interminável controlo iraniano sobre a Geórgia, para garantir a autonomia do reino recentemente unificado devido ao caos que se segui depois da morte de seus reis. Em 1783, ele assinou o Tratado de Georgievsk, que fez com que a Geórgia ficasse nas mãos do Czar Russo, e contendo a garantia de proteção contra novos ataques iranianos, ou de qualquer outro agressor, que planejasse (re)conquistar ou atacar a Geórgia. durante a década de 1790, uma nova forte dinastia iraniana emergiu nas mãos de Aga Maomé Cã, a Dinastia Qajar do Irão, e tentou anexar a Geórgia.
Nos anos seguintes, tendo conseguido manter o principal território iraniano, o novo rei iraniano queria reconquistar o Cáucaso e traze-lo de volta ao domínio iraniano. Com o pedido formal a Heráclio de renunciar ao tratado com a Rússia e aceitar voluntariamente o domínio iraniano em troca de paz e prosperidade para o seu reino, o que Heráclio recusou, o Irão consequentemente invadiu o Reino de Cártlia-Caquécia, capturando e saqueando Tiblíssi, efetivamente trazendo de volta o domínio iraniano na região.
Os anos seguintes, com o país sofrendo as sequelas da destruição semeada pela invasão, foram marcados também por instabilidade política no decorrer da ascenção ao trono georgiano do filho de Heráclio, Jorge XII, em 1798. Esta instabilidade culminou em 1801 na anexação oficial do reino por Alexandre I ao Império Russo. Depois da Guerra Russo-Persa (1804-1813), o Irão oficialmente cedeu o reino à Rússia, marcando o início de uma centralização russa na história georgiana.

## Invasão persa

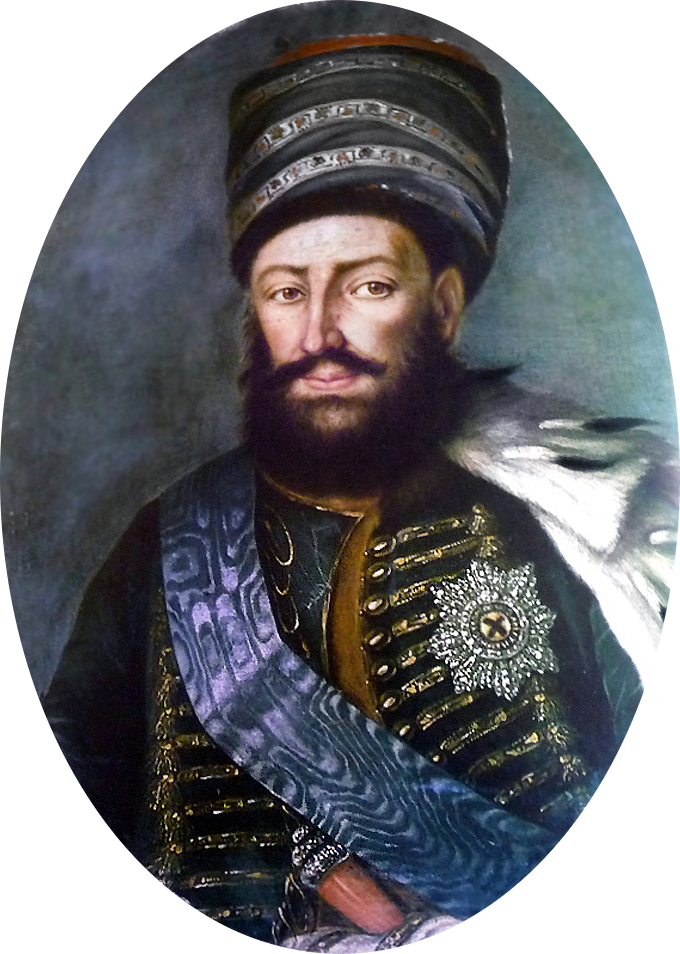
Heráclio II

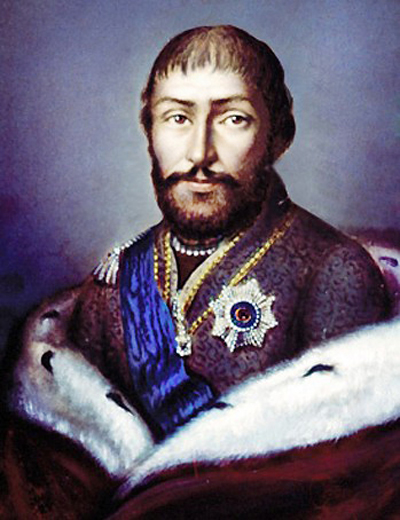
Jorge XII

Após a morte de Nader Xá, os reinos de Cártlia e Caquécia ficaram livres do comando iraniano, e foram unificados sobre o governo do rei Heráclio II em 1762. Entre 1747 e 1795, Heráclio, devido aos eventos que ocorriam no Irão, foi capaz de manter a independência da Geórgia durante toda a dinastia Zande. Em 1783, Heráclio colocou o seu reino sobre a proteção russa no Tratado de Georgievsk. Nas últimas décadas do século XVIII, a Geórgia tornou-se um ponto mais importante nas Relações entre Irão e Rússia que as províncias do norte da Pérsia, como Mazandarão ou até Guilão. Diferente Pedro I, Catarina, governando a monarquia russa, viu a Geórgia como uma base na política do Cáucaso, e planejava construir bases nele para operações contra os Impérios Persa e Otomano, ambos rivais geopolíticos da Rússia. Além disso, ter outro porto na costa georgiana do Mar Negro seria ideal. Um limitado contingente russo de dois batalhões de infantaria com quatro peças de artilharia chegaram em Tiblíssi em 1784, mas perdeu, mesmo com os protestos dos georgianos, em 1787 uma nova guerra contra o Império Otomano iniciou-se em uma frente diferente.
As consequências desses eventos chegou alguns anos mais tarde, quando uma nova dinastia, a Dinastia Qajar, emergiu em uma luta pelo poder na Pérsia. Seu líder, Aga Maomé Cã, teve como seu principal objetivo, resolveu trazer o Cáucaso sobre o completo controle iraniano novamente. Para Aga Maomé Cã, a subjugação e reintegração da Geórgia ao Império Iraniano fazia parte do mesmo processo que trouxe Xiraz, Ispaã, e Tabriz sob o seu controle. Ele viu, igual aos Safávidas e a Nader Xá antes dele, que os territórios do Cáucaso não eram diferentes dos principais territórios do Irão. A Geórgia era uma província iraniana da mesma forma que Coração. Como o livro Cambridge History of Iran diz, sua permanente secessão era inaceitável para o Império Persa e tinha que ser tratada da mesma forma que eles lutariam com as possíveis separações de Pérsis ou Guilão. Era natural para Aga Maomé Cã fazer o que fosse necessário para reunir o Cáucaso e as regiões perdidas depois da morte de Nader Xá e derrota derrota dos Zandes, incluindo colocar abaixo o que aos olhos iranianos era visto como uma traição da parte dos uales da Geórgia.
Encontrando a paz e segurança nos territórios da Pérsia, os persas pediram que Heráclio II renunciasse ao tratado com a Rússia e aceitasse a volta do domínio persa na região, em troca de paz e segurança ao seu reino. Os otomanos, o vizinho rival do Irão, reconheceu os seus direitos sobre o Cártlia e Caquécia pela primeira vez em quatro séculos. Heráclio apelou para a protetora de seu reino, a Imperatriz Catarina II da Rússia, pedindo ao Império Russo pelo menos três mil soldados russos, mas ele foi ignorado, deixando a Geórgia lutando sozinha contra a invasão persa. Mesmo assim, Heráclio II rejeitou o ultimato de Cã.
Aga Maomé Cã então cruzou o rio Arax, e depois de eventos em que ele conseguiu mais apoio dos seus subordinados Cãs de Erevã e de Ganja, ele enviou a Heráclio outro ultimato, que ele também rejeitou, mas, enviou mensageiros a São Petersburgo. Gudovich, que estava em Georgievsk naquele tempo, instruiu Heráclio a evitar "Gastos e preocupação". Enquanto Heráclio, ao lado de Salomão II e alguns cidadãos da Imerícia comandaram o sul de Tiblíssi para evitar a invasão iraniana.
Com metade de seu exército Aga Maomé Cã cruzou o rio, ele estava marchando por Tiblíssi, onde começou uma grande batalha entre os exércitos iraniano e georgiano. Heráclio mobilizou cinco mil soldados, incluindo dois mil soldados do Reino de Imerícia que estavam sob o comando do rei Salomão II. Os georgianos, sem esperança e com menos tropas, foram derrotados, mesmo com a sua grande resistência. Algumas horas depois, o rei iraniano, Aga Maomé Cã assumiu o controle completo da capital georgiana. O exército persa marchou de volta para o Irão com espólios e levando milhares de nativos.
Com isso, depois da conquista de Tiblíssi e conquistar o controle do leste da Geórgia,  Aga Maomé Cã foi coroado xá da planície de Mugã.

## Anexação da Geórgia ao Império Russo

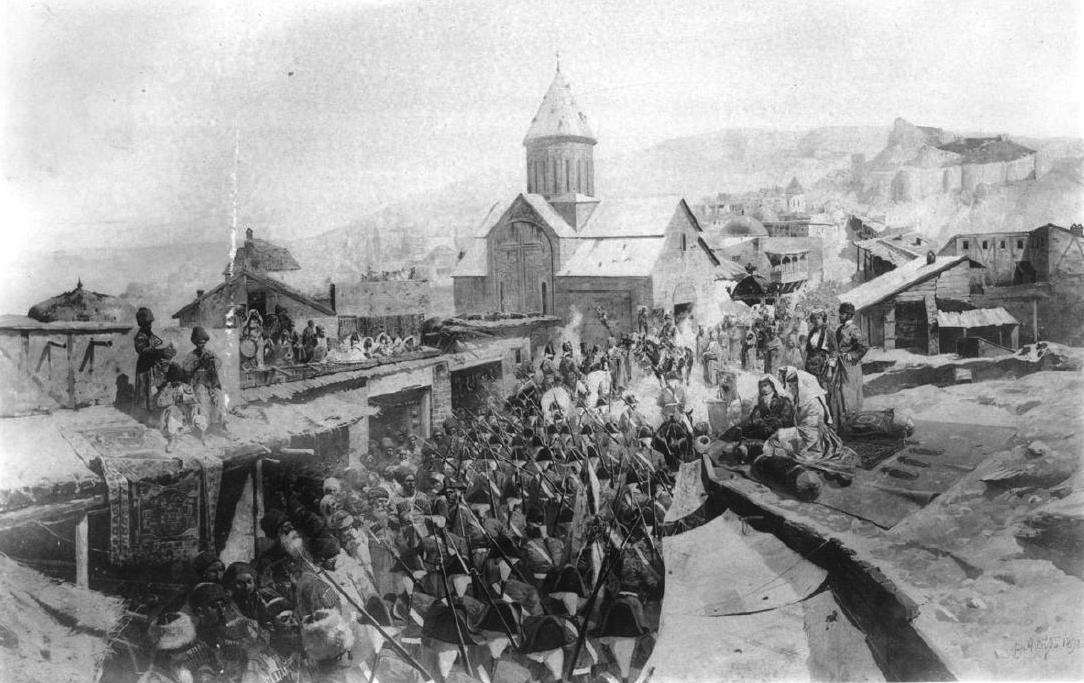
Tropas russas entrando em Tiblíssi, 26 de novembro de 1799, por Franz Roubaud, em 1886

O restabelecimento do domínio iraniano na Geórgia foi durou pouco tempo dessa vez, e esses anos foram marcados por muita confusão. Em 1797, Aga Maomé Cã foi assassinado em Susa, a capital de Canato de Carabaque, que ele havia conquistado dias antes. Em 14 de janeiro de 1798, o rei Heráclio II morreu, e foi sucedido por seu filho mais velho, Jorge XII (1746–1800) que, em 22 de fevereiro de 1799, reconheceu seu próprio filho mais velho, o Tsarevich Davi (Davit Bagrationi-batonishvili), 1767–1819, como seu herdeiro aparente. No mesmo ano, seguindo o vácuo de poder na Geórgia que foi criado com a morte de Aga Maomé Cã, o exército russo entrou em  Tiblíssi. Com o artigo VI do tratado de 1783, O imperador Paulo fez com que o clã de David para governar o lugar em 18 de abril de 1799.
As disputas dinásticas fizeram com que o rei Jorge convidar secretamente o Rei Paulo I da Rússia a invadir Cártlia-Caquécia, os príncipes Bagrationi, e o governo do reino de São Petersburgo, na condição de que Jorge e seus descendentes pudessem continuar governando nominalmente. Com isso, oferecer o governo da Dinastia Bagrationi sob os Imperadores Romanov. Além da pressão continuada da Pérsia, também influenciou o pedido de Jorge XII para uma intervenção russa.
Como era impossível para o Irão desistir da Geórgia, que fez parte do conceito iraniano durante três séculos, igual aos outros territórios caucasianos,  a anexação do reino de Cártlia-Caquécia marcou o motivo para as Guerras Russo-Persas do século XIX, chamadas de Guerra Russo-Persa (1804-1813) e a Guerra Russo-Persa (1826-1828). Com a guerra de 1804-1813, o Império Russo conseguiu uma vitória crucial sobre o exército iraniano no rio Zagão e salvou Tiblíssi da reconquista iraniana, essa guerra terminou com o Tratado do Gulistão, que fez o Irão ceder involuntariamente, o leste da Geórgia, o Daguestão, e a maior parte do atual Azerbaijão a Rússia. Com a guerra de 1826-28, a Rússia conseguiu o território da Armênia, de Canato de Naquichevão, de Canato de Lancarão e Eder do Irão, em 1828, foram completamente conquistados os territórios do Cáucaso e da Transcaucásia, e com isso, tendo assumido uma forte influência no Cáucaso. Partes da Geórgia ocidental foram adicionadas ao Império Russo depois de guerras contra o Império Otomano, também ocorridas no século XIX.
O exército russo ficou em Tiblíssi até julho de 2001, deixando o país depois de mais de 200 anos.